# حاتم (مجلة)
مجلة حاتم هي مجلة أردنية شهرية، تصدر عن المؤسسة الصحفية الأردنية «الرأي» لكل البنات والبنين، صدر العدد الأول من المجلة في يناير 1998م.
القطع 28×21 سم، توجه إلى الأطفال في جميع الأعمار، يوجد فهرس خاص بالمجلة. تعتمد المجلة على القصص المحلية المرفقة بالرسوم، وعلى معلومات عن الحيوانات. مثلاً في العدد 60 لشهر أول ديسمبر، 2003م، هناك صفحات ملونة مترجمة بالمعلومات العلمية، وأغلبها غير عربي المصدر، عدا الأستربسن هناك في هذا العدد مثلاً 4 صفحات عن زيت الزيتون، ولا يوجد فيه أبواب ثابتة أو سياسة ثابتة لمواد المجلة، كما تخلو صفحات الكرتون من ذكر لأسماء الرسامين أو المؤلفين. هناك قرابة 9 صفحات من بين 52 صفحة ملونة من القصص الكرتونية، أما بقية الصفحات فإنها مأخوذة من مصادر مختلفة.
من القصص الكرتونية حكايات جحا، وتغلب الصور والرسوم على صفحات المجلة، وهناك صفحات اصنع بنفسك، وتعلم الرسم. تخلو المجلة من المسابقات لكنها مليئة بالتسالي، وحسب الترويسة فإن المجلة تعتمد على الترجمة، والمترجمة هي رزان المجالي، وهناك رقم إيداع لدى المكتبة الوطنية الأردنية، تنشر المجلة صور الأطفال تحت عنوان «أصدقاء حاتم» وهناك مشاركات من الأطفال تحت عنوان «اضحك مع الظرفاء» أعدها الصحفيون الصغار، وهي غالباً فكاهات قصيرة في صفحتين مزودتين بالرسوم الكرتونية، سعر المجلة في الأردن 300 فلساً، وهي توزع في عدد من المدن العربية في قطر وعمان، والإمارات، والسعودية، وسوريا، والكويت، تعتمد المجلة على الإعلانات، فهناك إعلانات عن شركة الاتصالات الأردنية، وأخرى عن دريم بارك، توجد إشارات عن مواد العدد على الغلاف.

## فريق العمل
المدير العام: نادر الحوراني
رئيس التحرير المسؤول: هادي أبو نوار

### الرسامون
هبة ززريقي